# Ирска дијаспора
Ирска дијаспора (ир. Diaspóra na nGael) односи се на Ирце и њихове потомке који живе ван граница Ирске
Појам миграције у Ирској забележен је од раних средњовјековних времена, а треба посебно изузети период од 1700. године, када је између 9 и 10 милиона људи рођено у Ирској емигрирало. Број емигриралих Ираца од тог доба већи је од целе популације Ирске на њеном историјском врхунцу 1840. године од 8,5 милиона. Најсиромашнији Ирци одлазили су у Енглеску, посебно у Ливерпул. Они који су то могли да приуште, одлазили су у Сједињене Америчке Државе, где их се настанило скоро 5 милиона.
После 1840. године, емиграција из Ирске постала је масовна, немилосрдна и ефикасно управљана националним предузећима. Године 40% Ираца рођених у својој матичној земљи, живело је у иностранству. До 21. века, процењује се да је око 80 милиона људи широм света имало мање или више ирског порекла, што укључује више од 36 милиона Американаца, који се сматрају Ирцима. У другој половини 19. века, већина ирских емиграната говорила је ирски као свој први језик. Ово је имало друштвене и културне последице за култивацију језика у иностранству, укључујући иновације у новинарству
Тренутну функцију државног министра за дијаспору Републике Ирске обавља Џо Мекхаг.

## Појам ирске дијаспоре
Термин ирске дијаспоре је отворен за многе интерпретације. Дијаспора, широко тумачена, садржи све оне за које се зна да имају ирске претке, односно преко 100 милиона људи, што је више од петнаест пута више од броја становника на острву Ирска (6,4 милиона у 2011. години). Појам ирство се може идентификовати са дисперзованим појединцима и групама људи ирског порекла. Међутим, многи од тих лица су били производи сложеног етничког међусобног брака у САД и другим земљама, што доводи до тога да се тачан број људи ирског порекла не може прецизно утврдити.
Ирска влада дефинише ирску дијаспору као сва лица ирске националности која обично бораве изван острва Ирске. Ово укључује ирске грађане који су емигрирали у иностранство и њихову децу, који су ирски држављани пореклом по ирском закону. Такође укључује и њихове унуке у случајевима када су регистровани као ирски држављани у Регистру страних рођених који се одржавају у свакој ирској дипломатској мисији. Унуци и још даљи потомци ирских имиграната могу такође да се региструју као ирски држављани, али само ако је родитељ преко кога тврде да имају ирско порекло регистрован као држављанин пре него што је рођен потомак. Према овој правној дефиницији, ирска дијаспора је знатно мања - око 3 милиона људи, од којих је 1,2 милиона емиграната из Ирске. Међутим, коришћење ирске дијаспоре генерално није ограничено статусом држављанства, што доводи до процењене чланства до 80 милиона људи. Ирска влада је признала ово тумачење, иако није признала никакве законске обавезе према особама у овој већој дијаспори, од 1998. године, када је члан 2 Устава Ирске измењен. Постоје људи ирског порекла у иностранству (укључујући ирске говорнике) који одбацују укључивање у ирску дијаспору и који на други начин означавају свој идентитет. Они виде дијаспорну етикету као нешто што ирска влада користи за своје потребе.

## Историја
Ирци, које су Римљани назвали Шкоти (који су себе назвали Гели), су се окупирали и насељавали дуж западне обале римске Британије. Римска војска регрутовала је многе Ирце у помоћне јединице које су биле отпремљени на немачку границу. Слично регрутовани у Римску војску били су и Атакоти, за које се сматра да су можда били Ирски исељеници у Британији. Након повлачења римске војске, Ирци су почели да повећавају своје опсеге у Британији, а део северо-западног острва анексиран је у ирском краљевству Далријада. Временом, ирске колоније су постале независне, спајале су се у Пикти савезе и дали свој допринос у формирању модерне Шкотске.

## Списак земаља по популацији ирског порекла
| Државама                | Популација        | Процентуално | Напомене |
| ----------------------- | ----------------- | ------------ | --- |
| Ирци у Северној Америци |                   |              | |
| САД                     | 33.348.049        | 10.50%       | Особе које се изјашњавају као Ирци 33,348,049 10.50% популације Сједињених Америчких Држава. Шкоти-Ирци од 27 до 30 милиона Више од 10% популације 5,827,046 (Пријављена лица, 2008) 1.9% популације |
| Канада                  | 4,544,870         | 14%          | [ 15 ] |
| Ирци у Јужној Америци   |                   |              | |
| Чиле                    | 120.000           | 0.7%         | [ 16 ] |
| Уругвај                 | 120.000           | 3.6%         | |
| Аргентина               | 700.000–1.000,000 | 2.5%         | – 1,000,000 |
| Ирци у Европи           |                   |              | |
| Уједињено Краљевство    | 14.000.000        | 10%          | 869,093 лица која се изјашњавају као Ирци (1.4% целе популације) 6 милиона са најмање 25% ирског порекла (мање од 10% целе популације земље)                                                         |
| Северна Ирска           | 828.220           | 45%          | [ 20 ] |
| Шкотска                 | 1.500.000         | 28%          | [ 21 ] |
| Ирци у Океанији         |                   |              | |
| Аустралија              | 7,000,000         | 30%          | 7,000,000 (30% становништва Аустралије је делимично ирског прекла) 80,000 (по рођењу, 2011) 2,087,800 (Особе које се изјашњавају да су ирског порекла, 2011; 10.4% целе популације Аустралије)       |
| Ирци у Африци           |                   |              | |
| Јужна Африка            | 330.000           | 1%           | |
| Укупно                  | ≈75.000.000       |              | |
| Ирска                   | 3.877.072         | 84.5%        | [ 25 ] [ 26 ] |
| Укупно                  | ≈80.000.000       |              | |

## Напомена
1. ↑  Не мешати са Шкотланђанима